# Siderolites
Siderolites, en ocasiones erróneamente denominado Siderolithes y Siderolithus, es un género de foraminífero bentónico de la familia Calcarinidae, de la superfamilia Rotalioidea, del suborden Rotaliina y del orden Rotaliida. Su especie tipo es Siderolites calcitrapoides. Su rango cronoestratigráfico abarca el Maastrichtiense (Cretácico superior).

## Clasificación
Siderolites incluye a las siguientes especies:
- Siderolites calcitrapoides †
- Siderolites cataluniensis †
- Siderolites charentensis †
- Siderolites heracleae †
- Siderolites krechovi †
- Siderolites laevigata †
- Siderolites miscella †
- Siderolites numulitispira †
- Siderolites olaztiensis †
- Siderolites praecalcitrapoides †
- Siderolites praevidali †
- Siderolites pratigoviae †
- Siderolites quadrataformata †
- Siderolites stampi †
- Siderolites vidali †

Otra especie considerada en Siderolites es:
- Siderolites tetraedra †, aceptado como Calcarina tetraedra †

En Siderolites se han considerado los siguientes subgéneros:
- Siderolites (Baculogypsinoides), aceptado como género Baculogypsinoides
- Siderolites (Calcarina), aceptado como género Calcarina
- Siderolites (Pseudosiderolites), aceptado como género Pseudosiderolites